# Recht auf Nichtwissen
Das Recht auf Nichtwissen, gelegentlich auch als Recht auf Unwissenheit bezeichnet, schützt den Einzelnen davor,  Informationen zu erhalten, die er nicht zu erhalten wünscht, weil ihre Kenntnis ihn in seiner Lebensführung beeinträchtigen könnte.

## Allgemein
Bedeutung hat das Recht auf Nichtwissen besonders im medizinischen Bereich. Grundsätzlich hat der behandelnde Arzt eine ärztliche Aufklärungspflicht: Er muss den Patienten über seine Diagnose und über mögliche Behandlungen aufklären, damit der Patient selbst entscheiden kann, ob bzw. welche Behandlung er wünscht. Diese Pflicht hat allerdings in bestimmten Situationen Grenzen, nämlich dort, wo das Wissen über die eigene gesundheitliche Situation das Denken, die Gefühle, die Lebensplanung und die Lebensführung negativ beeinflussen kann. Um dies zu verhindern, soll jeder frei entscheiden können, ob er seine gesundheitliche Lage in allen Einzelheiten kennen möchte oder nicht. Praktische Bedeutung hat das Recht auf Nichtwissen deshalb insbesondere bei Krankheiten oder Krankheitsprädispositionen, die zwar diagnostiziert werden können, aber nach dem derzeitigen Stand der Medizin nicht heilbar sind.
Das Recht auf Nichtwissen wird heute häufig im Zusammenhang mit genetischen Untersuchungen in Anspruch genommen. Jedoch wurde bereits in den 1980er und 1990er Jahren in der Bundesrepublik Deutschland ein Recht auf Nichtwissen über mögliche HIV-Infektionen diskutiert. Ärzte und Politiker forderten damals, bei Blutuntersuchungen routinemäßig HIV-Tests vorzunehmen. Die Testgegner beriefen sich auf das Recht auf Nichtwissen und konnten sich durchsetzen. Bis heute sind HIV-Tests ohne Einwilligung der betroffenen Person verboten. Hat der Patient jedoch dem Test zugestimmt und ist HIV-positiv, so muss der Arzt ihn bei einer möglichen Gefahr für Dritte, insbesondere den Partner, eindringlich darauf hinweisen und ihm die Konsequenzen seines Handelns klarmachen. Der informierte, infizierte Patient kann sich nicht – wider besseres Wissen – auf das Recht auf Nichtwissen berufen.
Praktische Bedeutung hat das Recht auf Nichtwissen heute auch bei DNA-Untersuchungen für medizinische Zwecke. So ist beispielsweise die Erbkrankheit Chorea Huntington seit 1993 durch eine Genanalyse nachweisbar. Sie ist jedoch nicht heilbar, sodass bereits das Wissen um die Veranlagung für diese Krankheit die Lebensqualität erheblich beeinträchtigen kann.

## Deutschland
In Deutschland wird das Recht auf Nichtwissen als besondere Ausprägung des Persönlichkeitsrechts angesehen und dem Recht auf informationelle Selbstbestimmung zugeordnet. In einem Urteil des Oberlandesgerichts Celle aus dem Jahr 2003 wird es als „negative Variante des Rechts auf informationelle Selbstbestimmung“ bezeichnet.
Das deutsche Gendiagnostikgesetz (GenDG) gewährt ein Recht auf Nichtwissen bezüglich der Ergebnisse genetischer Untersuchungen: Gentests und Genanalysen dürfen nur vorgenommen werden, wenn die betroffene Person darin eingewilligt hat. Die Einwilligung umfasst sowohl die Entscheidung über den Umfang der genetischen Untersuchung als auch die Entscheidung, ob und inwieweit das Untersuchungsergebnis zur Kenntnis zu geben oder zu vernichten ist (§ 8 Abs. 1 GenDG). Bevor die Einwilligung eingeholt wird, muss die betreffende Person über Wesen, Bedeutung und Tragweite der genetischen Untersuchung aufgeklärt werden (§ 9 Abs. 1 GenDG). Aufgeklärt werden muss dabei auch über „das Recht der betroffenen Person auf Nichtwissen einschließlich des Rechts, das Untersuchungsergebnis oder Teile davon nicht zur Kenntnis zu nehmen, sondern vernichten zu lassen“ (§ 9 Abs. 2 Nr. 5 GenDG).
Wird das Recht auf Nichtwissen der eigenen genetischen Veranlagung verletzt, so kann der Betreffende gegebenenfalls Schadensersatzansprüche gemäß § 823 Abs. 1 BGB geltend machen. Es genügt jedoch nicht, dass der Betreffende ungewollt über die genetische Konstitution anderer, ihm nahestehender Personen informiert wird. Der Bundesgerichtshof (BGH) wies deshalb 2014 die Klage einer Mutter ab, die ungewollt von einem Arzt erfahren hatte, dass ihre minderjährigen Kinder mit einer 50-prozentigen Wahrscheinlichkeit von der Erbkrankheit Chorea Huntington betroffen sind. Nach Auffassung des BGH konnte die Mutter aus einer etwaigen Verletzung des allgemeinen Persönlichkeitsrechts ihrer Kinder keine eigenen Schadensersatzansprüche ableiten.

## Österreich
Das Gentechnikgesetz (GTG) der Republik Österreich enthält ähnliche Aufklärungs- und Einwilligungsregelungen wie das deutsche Gendiagnostikgesetz. Die betroffene Person, der „Ratsuchende“, ist bei Beginn der Beratungsgespräche darauf hinzuweisen, dass sie jederzeit mitteilen kann, dass sie das Ergebnis der Analyse und der daraus ableitbaren Konsequenzen nicht erfahren möchte. Dieses Recht auf Nichtwissen besteht auch nach erfolgter Einwilligung zur genetischen Analyse oder nach erfolgter Beratung (§ 69 Abs. 5 GTG).

## Schweiz
In der Schweiz bestimmt das Bundesgesetz über genetische Untersuchungen beim Menschen (GUMG), dass jede Person das Recht hat, die Kenntnisnahme von Informationen über ihr Erbgut zu verweigern (Art. 6 GUMG).

## Internationales Recht
Das Übereinkommen über Menschenrechte und Biomedizin des Europarats postuliert in Artikel 10 Nr. 2 Satz 1, dass jede Person ein Recht auf Auskunft auf alle über ihre Gesundheit gesammelten Angaben hat. Jedoch bestimmt Artikel 10 Nr. 2 Satz 2 ergänzend, dass der Wunsch auf Nichtwissen zu respektieren ist. Die Schweiz hat das Übereinkommen unterzeichnet und ratifiziert, Deutschland, Österreich und Liechtenstein hingegen nicht.